# Hinata Ogura
Hinata Ogura (japanisch 小倉 陽太 Ogura Hinata; * 3. Mai 2001 in Chigasaki, Präfektur Kanagawa) ist ein japanischer Fußballspieler.

## Karriere

### Verein
Hinata Ogura erlernte das Fußballspielen in den Jugendmannschaften vom Chigasaki Kowada FC und dem Yokohama FC sowie in der Universitätsmannschaft der Waseda-Universität. Seinen ersten Vertrag unterschrieb er am 1. Februar 2024 bei seinem Jugendverein Yokohama FC. Der Verein aus Yokohama spielte in der zweiten Liga, der J2 League. Sein Zweitligadebüt gab Ogura am 25. Mai 2024 (17. Spieltag) im Auswärtsspiel gegen Ventforet Kofu. Bei dem 2:1-Auswärtserfolg wurde er nach der Halbzeitpause für Shion Inoue eingewechselt. In seiner ersten Spielzeit bestritt er zwölf Zweitligaspiele. Am Ende der Saison 2024 feierte er mit Yokohama die Vizemeisterschaft der zweiten Liga sowie den Aufstieg in die erste Liga.

### Nationalmannschaft
Hinata Ogura spielte 2019 einmal in der japanischen U18-Nationalmannschaft. Hier kam er am 9. Juni 2019 in einem Freundschaftsspiel gegen Portugal zum Einsatz. Bei der 0:3-Niederlage Portugal wurde er in der 31. Minute für Misaki Haruyama eingewechselt.

## Erfolge
Yokohama FC
- Japanischer Zweitligavizemeister: 2024  ▲